# Ardisia brevis
Ardisia brevis är en viveväxtart som beskrevs av C.L. Lundell. Ardisia brevis ingår i släktet Ardisia och familjen viveväxter. Inga underarter finns listade i Catalogue of Life.